# Transformers (jeu vidéo, 2004)
Pour les articles homonymes, voir Transformers (homonymie).
Transformers est un jeu vidéo de tir à la troisième personne sorti en 2004 sur PlayStation 2. Le jeu a été développé par Melbourne House et édité par Atari Inc.. Le jeu devait également être développé sur PC par Midway Games, mais sa sortie a été annulée.
Le jeu est adapté de la série d'animation Transformers: Armada.